# Gastes
Gastes är en kommun i departementet Landes i regionen Nouvelle-Aquitaine i sydvästra Frankrike. Kommunen ligger i kantonen Parentis-en-Born som tillhör arrondissementet Mont-de-Marsan. År 2022 hade Gastes 925 invånare.

## Befolkningsutveckling
Antalet invånare i kommunen Gastes
Referens:INSEE